# Hajnóczy Péter
Hajnóczy Péter (eredetileg Hasznos Ödön, majd Hajnóczi Béla, később Hajnóczy Béla Ödön) (Budapest, egyes források szerint Porcsalma, 1942. augusztus 10. – Budapest, egyes források szerint Balatonfüred, 1981. augusztus 7.) Füst Milán-díjas (1980) és Aszú-díjas író.

## Életrajza
Íme a rettenetes üres, fehér papír, amire írnom kell.
Hajnóczy Józsefnek, a magyar jakobinus mozgalom vértanúja leszármazottjának vallotta magát. Miután 1962-ben esti tagozaton elvégezte a gimnáziumot, alkalmi munkákból élt. Első elbeszélései A fűtő címmel 1975-ben jelentek meg. Ezután írásaiból élt meg, a Mozgó Világ című folyóirat munkatársa volt. Sajátos stílusa rövid életpályája ellenére jelentőssé teszi életművét.
1959-től munkásként dolgozott, 1976-tól szabadfoglalkozású íróként próbálta fenntartani magát.
Az új prózaíró nemzedék jellegzetes képviselője. 
Kezdeti kísérletező műveiben a filmtechnikát alkalmazó novellái után talált rá saját írói világára.
A Márai-novellák, s legfőképp A halál kilovagolt Perzsiából hősének belső beszéde az író helyzetelemzése, melyben a hős, kívülről nézve önmagát, elemző tárgyilagossággal rögzíti az alkoholfüggőség, a szenvedély és szenvedés különböző fázisait. 
Az író az idézetek, az idegen szövegek gyakori beépítése a filmes vágások és a montázstechnika révén a nyolcvanas évek új prózai törekvéseinek az előfutára. Műveiben megjelenik precizitása, a leíró epikus magatartás és az élethelyzetek végletessége.
Prózáiban az egyén szabadságának igénye fogalmazódik meg. Az allegóriát is felhasználó kisregényei (A fűtő, A véradó) is az igazságnak és a szabadságnak ezt a felfogását hirdetik. Prózáit jellemzi még az álom és az ébrenlét, a vízió és a realitás kettőssége. Kései novelláiban, kisregényeiben(pl."Jézus menyasszonya") az abszurd látomásos világ uralkodik. Szociográfiai munkája (Az elkülönítő, 1975) a hatalom tiltakozását váltotta ki. Írt drámákat is (A herceg, Dinamit). Élete végéig foglalkoztatta a film, de tervei korai halála miatt nem valósulhattak meg.
2018 óta a Digitális Irodalmi Akadémia posztumusz tagja.

## Ács Margit utószava a Millenniumi Könyvtárban megjelent Hajnóczy-kötetekben
Törvénytelen gyerekként született; édesanyja, Hasznos Anna egy ismerős orvosnő közvetítésével adta át nevelőszülőknek, de a hivatalos adoptálásba nem egyezett bele, ezért hamis keresztlevél segítségével vált Hasznos Ödönből Hajnóczyvá.
Hajnóczy Péter élete nem alakult szerencsésen, ennek nyomait haláláig viselte. Eredeti neve Hasznos vagy Hasznosi Ödön volt, amit Hajnóczi Bélára változtatott, később Hajnóczy Béla Ödön, majd Hajnóczy Péter következett. Végleges nevét 25 éves korában találta meg. Gyermekkorát állami nevelőotthonokban – Budapest, Tököl, Rákospalota, Aszód, Miskolc, Nyíregyháza, Debrecen, Veszprém – töltötte. 13 éves kora óta dolgozott, jellemzően fizikai munkát végzett. 17 évesen szakmunkás-bizonyítványt szerzett, ezután fizikai munkából élt jó ideig. Kazánszerelőként barátkozott össze Moldova Györggyel, a későbbi sikeres íróval. 1958-ban úszóbajnokságot nyert, de sportpályafutását nem folytatta. Ekkor szövődött szerelmi kapcsolata egy nála 6 évvel idősebb lánnyal. Fiatalon inni kezdett, többször volt sikertelen elvonókúrán, általában kényszer hatására. Nagyfán többször próbálták gyógyítani, sikertelenül. Leghosszabb szeszmentes időszaka 1969 tavasza és nyara volt. Az írót a kor karhatalmi erői rendszeresen zaklatták, KMK-snak minősítették, kényszergyógykezelésre ítélték. Ezzel kapcsolatban keletkezett legenda haláláról: kiesett vagy kiugrott egy őt kényszerelvonóra szállító mentőautóból, s így halt meg. Másik legenda szerint egy pesti bérház hetedik emeletén kézen állt az erkély korlátján és kiesett. Valójában májzsugor végzett vele, 39 éves korában. Halála időpontja és helye nem egyértelmű, egyes források szerint Budapest, mások szerint Sopronhorpács illetve Balatonfüred. Halála lejegyzett időpontjában is néhány napos eltérés van.

## Értékelése
Kulcsár Szabó Ernő: A magyar irodalom története 1945–1975 című művében a „nemzedéki élmény” írójának tekinti Hajnóczyt, és egyúttal el is helyezi a kor prózairodalmában, elsősorban az abszurd felől közelítve:
A nemzedéki élmény legteljesebb – maradandó – epikus formáját Hajnóczy Péter életművében kapta meg, éppen azzal, hogy túllépett a generációs problémán, és az élménymotiváció, a benne rejlő kérdésfelvetések logikáját következetesen kibontva az abszurdumig végigvitte, egy általánosabb érvényesség szintjére emelte fel. Életműről kell beszélnünk, mert ennek a kivételesen tehetséges és erkölcsös írónak a pályája tragikusan korán lezárult; egyike lett a magyar irodalom sajnos nem kevés, fájdalmas fenoménjeinek, akiknél a vállalt magatartás komolyságához az esztétikán túli érv, a személyes sors nyomatéka is hozzátartozik.
„Ha volt s marad ködlovagja a 70-80-as években kibontakozó irodalmunknak – búcsúztatta a harminckilenc évesen meghalt írót Mészöly Miklós -, Hajnóczy Péter mindannyiunk közül az élen fog maradni.” Élet és mű azonossága, teljes egymásrautaltsága Hajnóczy esetében tehát nem frázis, hanem paradigma: akár a lényeget tekintjük, akár a külsőségeit. 1942-ben született, s szinte mindvégig kissé törvényen kívül és kölcsönruhákban létezett: az inkognitóban élő értelmiségi szerepében.
Körülbelül egyéves koromig lelencházban éltem, onnan vittek el nevelőszüleim, harmincéves voltam, amikor megismertem az anyámat. Esti tagozaton érettségiztem, voltam ládázó, kabinos, szentképügynök, modell, kazánfűtő, dolgoztam kőművesek mellett, voltam betűszedő inas, szénlehordó, dolgoztam dinamittal, nyersanyagkutatásnál stb.
Egyoldalúan: mert „az életrajz teljesebb változatából nem hiányozhat a Vérmezőn jakobinusként kivégzett távoli ős árnyképe; és az sem, hogy a vékonyka könyvet tizennégy év érvényes terméséből válogatta. De nemcsak írói elfogadtatásáért kellett ennyit várakoznia. Következő könyvei – M, 1977; A halál kilovagolt Perzsiából, 1979 és az 1981-es Jézus menyasszonya – mind egy-egy további stációja a megkezdett útnak, a világgal való keserves küzdelmének – a poklokra alászállás egyre mélyebbről és tompábban hangzó, szívszorító és jóvátehetetlen dokumentumai.”

## Művei
A fűtő című novellája Heinrich von Kleist: Kohlhaas Mihály című kisregényéből merít, sajátosan magyar közegbe helyezve a fennálló renddel szemben lázadó egyén alakját. Legjelentősebb műve az 1979-ben megjelent A halál kilovagolt Perzsiából című kisregény.
- A fűtő. Elbeszélések, mesék; Szépirodalmi, Bp., 1975
- M; Szépirodalmi, Bp., 1977
- A halál kilovagolt Perzsiából. Regény; Szépirodalmi, Bp., 1979 | A halál kilovagolt Perzsiából
- Jézus menyasszonya; Szépirodalmi, Bp., 1981
- A fűtő / M / A halál kilovagolt Perzsiából / Jézus menyasszonya / Hátrahagyott írások; összeáll., szöveggond. Mátis Lívia; Szépirodalmi, Bp., 1982
- Hajnóczy Péter összegyűjtött munkái, 1-2.; összeáll., szöveggond. Mátis Lívia és Reményi József Tamás, utószó Reményi József Tamás; Századvég, Bp., 1992–1993
- A véradó. Válogatott elbeszélések; vál., utószó Ács Margit; Osiris, Bp., 1999 (Millenniumi könyvtár)
- A halál kilovagolt Perzsiából. Kisregények és szociográfia; vál., utószó Ács Margit; Osiris, Bp., 2000 (Millenniumi könyvtár)
- Hajnóczy Péter összegyűjtött írásai; összeáll., jegyz. Mátis Lívia, Reményi József Tamás; Osiris, Bp., 2007 (Osiris klasszikusok)
- Jelentések a süllyesztőből. Az elkülönítő és más írások; szerk., előszó, jegyz. Nagy Tamás; Magvető, Bp., 2013

Részlet a Halál kilovagolt Perzsiából című kisregényből
Őszintén irigylem Á.-t és minden embertársamat, akinek nem okoz gondot, hogy isznak-e vagy sem. Ami engem illet: az első pohártól rúgok be és változok más emberré. Most egy pillanatig abban reménykedtem, hogy a feleségem változik meg ettől a pohár sörtől, és megért engem, ami számomra annyit jelent, hogy pillanatnyi hangulatom szerint ért meg és fogad el minden feltétel nélkül. Valóban érdekes, töltöttem az üres poharakba, hogy az iszákosság felőli vélekedéseket többnyire áthatja valami sajátos színezet, ami elnéző humorral telített leginkább, mintha a lerészegedés holmi csínytevés vagy kedélyes férfiszórakozás lenne, nem pedig kín, gyötrelem és rettegés, s ami talán a legfurcsább: ezt a kedélyeskedő hangvételt maguk az alkoholisták szítják és ápolják…
Idegen nyelven
- Jēzus līgava (Jézus menyasszonya); in: Piedošana. Modernā ungāru proza; szerk., ford. lettre Laima Žihare; Liesma, Riga, 1991
- Dialogues de ventriloque. Nouvelles; ford. franciára Cécile Mennecier, előszó Esterházy Péter; Le Passeur-Cecofop, Nantes, 1998 ISBN 2907913565
- Opusteli persijski grad; szerbre ford. Marko Čudić; Narodna knjiga-Alfa, Beograd, 2002 (Antologija svetske književnosti)
- La muerte salió cabalgando de Persia (A halál kilovagolt Perzsiából); ford. spanyolra Szijj Mária, José Miguel González Trevejo; Acantilado, Barcelona, 2008 (Cuadernos del Acantilado)
- La mort a chevauché hors de Perse (A halál kilovagolt Perzsiából); ford. franciára Charlotte Karady; Vagabonde, Sénouillac, 2016

### Írások folyóiratokban
- Cserjés Katalin: Egy különös novella (Hajnóczy Péter: Mandragóra) Árgus, 2004/10.
- Szigeti Kovács Viktor: A nyitottság poétikája (Hajnóczy Péter: M) Árgus, 2004/10.
- Kabai Csaba: „A siker: bűn” – A Hajnóczy-recepció néhány kérdése – Új Forrás, 2007/1.
- Kabai Csaba: „Egy kőműves, aki a saját házát építette.” (Szerző és hős viszonya Hajnóczy Péter „A halál kilovagolt Perzsiából” című művében) Palócföld, 2006/1.
- Mészáros Csaba: Hajnóczy Péter kép(zelet)alkotása A halál kilovagolt Perzsiából című kisregényben – Kortárs, 2011/11.

### Önálló kötetek
- Szerdahelyi Zoltán: Beszélgetések Hajnóczy Péterről; Nemzeti Tankönyvkiadó, Bp., 1995
- Székely András: Hajnóczy Péter. Válogatott bibliográfia; szerzői, Bp., 1999
- Németh Marcell: Hajnóczy Péter; Kalligram, Pozsony, 1999 ISBN 8071492892
- A véradó. Hajnóczy Péter emlékezete; vál., szerk. Reményi József Tamás; Nap, Bp., 2003 (Emlékezet)
- Cserjés Katalin: Hajnóczy Péter: Pókfonál szövegének elemzése; Bibó István Gimnázium, Kiskunhalas, 2006
- Hoválettem. A párbeszéd helyzetébe kerülni...; szerk. Cserjés Katalin, Gyuris Gergely; Lectum, Szeged, 2006 (Hajnóczy-tanulmányok 1.)
- Da capo al fine. Folytatódó párbeszédben; szerk. Cserjés Katalin, Gyuris Gergely; Lectum, Szeged, 2008 (Hajnóczy-tanulmányok 2.)
- Cserjés Katalin: "A lebegő orgonagyökér". Egy Hajnóczy-prózakalauz első fejezetei; szerzői, Bp., 2009
- Tudom, de: tudom-e? A párbeszéd kiterjesztése – az újraolvasás lehetőségei. Országos Hajnóczy-konferencia. Szeged, 2008. november 20-21.; szerk. Cserjés Katalin; Lectum, Szeged, 2009 (Hajnóczy-tanulmányok 3.)
- Énekelt, és táncolt, mint egy szatír. Nem szűnő párbeszédben. Országos Hajnóczy-konferencia. Szeged, 2011. október 27-28.; szerk. Cserjés Katalin, Nagy Tamás; Lectum, Szeged, 2012 (Hajnóczy-tanulmányok 4.)
- Hajnóczy a könyvtárban. Vége/láthatatlan párbeszédben. Országos Hajnóczy-konferencia. Szeged, 2015. május 7-8.; szerk. Cserjés Katalin, Hoványi Márton, Nagy Tamás; Hódmezővásárhely-Szegedi Kép-Szöveg Testvérület, 2016 (Hajnóczy-tanulmányok 5.)
- Nagy Tamás: Egy arkangyal viszontagságai. Jog, irodalom, intertextualitás Hajnóczy Péter műveiben; Gondolat, Bp., 2018 (Recta ratio)